# Зарафшон (джамоат)
Зарафшон, или Зарафшонский джамоат (тадж. Ҷамоати деҳоти Зарафшон; до 2021 г. – сельский джамоат имени Мунавваршо Шогадоева, тадж. Ҷамоати деҳоти ба номи Мунавваршо Шогадоев) — сельская община (джамоат) в Таджикабадском районе Таджикистана. Административный центр — село Зафаробод. 
В состав джамоата входят 5 сельских населённых пунктов. Население — 5 162 человек (2015 г.), таджики.

## Населённые пункты
| № | Населённый пункт | Прежние названия | Тип населённого пункта | Население. |
| - | ---------------- | ---------------- | ---------------------- | ---------- |
| 1 | Гулистон         |                  | село                   | 1106       |
| 2 | Шинг             | Зарафшон         | село                   | 1550       |
| 3 | Зафаробод        |                  | село, адм. центр       | 1532       |
| 4 | Сафедорон        | Карашахр         | село                   | 437        |
| 5 | Шахристон        |                  | село                   | 655        |

## История
25 июля 1966 года в Гармском районе был образован к/с Зарафшон, в который из кишлачного совета Калаи Лаби об были переданы кишлаки Воринг, Ганишоб, Дараи Назарак, Зарафшон, Карошахр, Муллотемур, Муллокенджа, Полезак, Саринай, Торбулок, Хисорак.